# おかえり、ブルゴーニュへ
『おかえり、ブルゴーニュへ』（Ce qui nous lie）は、2017年のフランスのドラマ映画。
監督はセドリック・クラピッシュ、出演はピオ・マルマイとアナ・ジラルドなど。
ワインで有名なフランス・ブルゴーニュ地方を舞台に、父親の危篤をきっかけに故郷に戻った男が、ワインの製造を手伝いながら自身や家族との関係を見つめ直す姿を描いている。

## ストーリー
フランス・ブルゴーニュ地方でドメーヌ（ワイン生産者）の家の長男として生まれ育ったジャンは家業に反発して家を飛び出したまま音信不通となっていたが、老父の病状が思わしくないと知ると10年ぶりに帰郷する。家業は妹のジュリエットが継ぎ、末っ子の弟ジェレミーは他のドメーヌに婿養子に入っていたが、ジュリエットは醸造家としての方向性に、ジェレミーは義理の父親との関係にそれぞれ悩んでいる。一方、ジャンも離婚問題を抱えている。
ジャンはジェレミーとともにジュリエットのワイン造りを手伝い始めるが、ほどなくして父親が亡くなり、多額の相続税を支払うために廃業の危機に陥る。

## キャスト
- ジャン: ピオ・マルマイ - ドメーヌの家の長男。10年ぶりに帰郷。
- ジュリエット: アナ・ジラルド - 家業を継いだ長女。ジャンの妹。
- ジェレミー: フランソワ・シヴィル - 裕福なドメーヌに婿入りした次男で末っ子。
- マルセル: ジャン＝マルク・ルロ（フランス語版） - ベテランのワイン職人。
- アリシア: マリア・バルベルデ - ジャンの妻。オーストラリアでワイン農家を営む。
- オセアーヌ: ヤメ・クチュール（フランス語版） - ジェレミーの妻。第1子を出産したばかり。
- リナ: カリジャ・トゥーレ（フランス語版） - 収穫人の1人。若いアフリカ系女性。
- シャンタル: フロランス・ペルネル（フランス語版） - オセアーヌの母。穏やかだが娘夫婦に過干渉。
- アンセルム: ジャン＝マリー・ヴァンラン（フランス語版） - オセアーヌの父。裕福なドメーヌ。威圧的。
- 父: エリック・カラヴァカ（フランス語版） - ジャンを深く愛しつつも長男として厳しく育てていた。
- 母: サラ・グラッパン（フランス語版） - 5年近く前に死去。
- マルアン: テウフィク・ジャラ（フランス語版） - 収穫人の1人。ジュリエットと親密に。
- ジェラール: エリック・ブニョン（フランス語版） - 隣のドメーヌ。ジャンらとしばしば衝突。
- 収穫人: セドリック・クラピッシュ - 2年目の収穫開始時にマルアンの隣で帽子をかぶっている男。
- 公証人: ブリュノ・ラファエリ（フランス語版）

## 作品の評価
アロシネによれば、フランスのメディアによる評価の平均は5点満点中3.2点である。
Rotten Tomatoesによれば、批評家の一致した見解は「『おかえり、ブルゴーニュへ』はファミリードラマという多くの人に踏み固められてきた土地に独自の繊細なテロワール（ワイン生育環境）を見出しており、ワイン好きを特に夢中にさせるはずである。」であり、45件の評論のうち高評価は73%にあたる33件で、平均点は10点満点中6.2点となっている。
Metacriticによれば、13件の評論のうち、高評価は6件、賛否混在は6件、低評価は1件で、平均点は100点満点中58点となっている。